# Newberry (Caroline du Sud)
Pour les articles homonymes, voir Newberry.
Newberry est le siège du comté de Newberry, situé en Caroline du Sud, aux États-Unis, à 69 km au nord-ouest de Columbia, la capitale de l'État.
Au recensement de 2000, la ville comptait 10 580 habitants.

## Démographie
| 1850 | 1870  | 1880  | 1890  | 1900  | 1910  |
| ---- | ----- | ----- | ----- | ----- | ----- |
| 509  | 1 891 | 2 343 | 3 020 | 4 607 | 5 028 |

| 1920  | 1930  | 1940  | 1950  | 1960  | 1970  |
| ----- | ----- | ----- | ----- | ----- | ----- |
| 5 894 | 7 298 | 7 510 | 7 546 | 8 208 | 9 218 |

| 1980  | 1990   | 2000   | 2010   | - | - |
| ----- | ------ | ------ | ------ | - | - |
| 9 866 | 10 542 | 10 580 | 10 277 | - | - |

## Personnalités notables
- Albert Creswell Garlington : Membre du Sénat de Caroline du Sud et général confédéré

## Source
- (en) Cet article est partiellement ou en totalité issu de l’article de Wikipédia en anglais intitulé « Newberry, South Carolina » (voir la liste des auteurs).